# 梅子镇 (宁陕县)
梅子镇，是中华人民共和国陕西省安康市宁陕县下辖的一个乡镇级行政单位。

## 行政区划
梅子镇下辖以下地区：
安坪村、瓦房村、女王村、南昌村、生凤村和北昌村。